# Иванов, Максим Константинович
Максим Константинович Иванов (род. 21 февраля 1993) — российский самбист, чемпион и призёр первенств России среди юниоров, чемпион России среди студентов, призёр чемпионата России по самбо, обладатель Кубка мира по самбо, чемпион России и мира по пляжному самбо, победитель и призёр международных турниров, мастер спорта России международного класса. Выступал в весовых категориях до 74-88 кг. Наставниками Иванова были Сергей Малов и Заслуженный тренер Чувашии Геннадий Ильин.

## Спортивные результаты
- Кубок России по самбо 2012 года — ;
- Кубок России по самбо 2013 года — ;
- Кубок России по самбо 2016 года — ;
- Кубок России по самбо 2017 года — ;
- Чемпионат России по самбо 2017 года — ;
- Кубок России по самбо 2020 года — ;
- Чемпионат России по пляжному самбо 2021 года — ;
- Кубок России по самбо 2024 года — ;